# چمپیون سیستم
چمپیون سیستم (انگلیسی: Champion System) یک تیم دوچرخه‌سواری در کشور هنگ کنگ بود.
این تیم در سال ۲۰۱۰ تأسیس و در سال ۲۰۱۳ منحل شده است.